# Fundacja Bankowa im. Leopolda Kronenberga
Fundacja Bankowa im. Leopolda Kronenberga – fundacja założona w 1995 r. z okazji 125-lecia Banku Handlowego w Warszawie (obecnie działającego pod marką Citi Handlowy). Fundacja angażuje się w działania na rzecz edukacji finansowej, wspierania przedsiębiorczości, ochrony dziedzictwa narodowego oraz wolontariatu pracowniczego. Obszary są odzwierciedleniem strategicznego podejścia Banku w zakresie społecznej odpowiedzialności biznesu.

## Edukacja finansowa
Fundacja prowadzi 9 programów edukacji finansowej: Moje Finanse, Tydzień dla Oszczędzania, Budowanie Niezależności Finansowej Kobiet, Nagroda Banku Handlowego w Warszawie S.A., Być Przedsiębiorczym, Business Startup, Biznes w kobiecych rękach, Mikroprzedsiębiorca Roku, Nagroda Emerging Market Champions.
Fundacja cyklicznie publikuje wyniki badań „Postawy Polaków wobec oszczędzania” w ramach akcji „Tydzień dla Oszczędzania” (siódma edycja w 2014 roku) oraz badań dotyczących mikroprzedsiębiorczości (szósta edycja w 2014 roku). „Postawy Polaków” określają panujące trendy w zakresie oszczędności Polaków i diagnozują praktyczne umiejętności zarządzania domowymi finansami, natomiast badania z zakresu mikroprzedsiębiorczości co roku dotykają innego aspektu funkcjonowania tego sektora. W roku 2014 ich przedmiotem była ekspansja mikrofirm.

## Wolontariat
Fundacja Kronenberga przy Citi Handlowy koordynuje także Program Wolontariatu Pracowniczego Citi, działający od 2005 roku. Fundacja zachęca pracowników do dzielenia się swoją wiedzą, doświadczeniem i umiejętnościami oraz wspierania różnorodnych przedsięwzięć społecznych. Pracownicy banku mają szeroki wybór ofert zaangażowań wolontariackich nadsyłanych z Centrum Wolontariatu, organizacji pozarządowych oraz zbieranych przez Fundację. Wolontariusze tworzą autorskie projekty w ramach wolontariatu indywidualnego; pracują z osobami starszymi, niepełnosprawnymi, dziećmi; pomagają w schroniskach dla zwierząt. Fundacja koordynuje udział wolontariuszy Citi w działaniach grupowych. Najważniejszym z nich jest Światowy Dzień Citi dla Społeczności – ogólnoświatowy projekt, w ramach którego pracownicy banku starają się rozwiązać konkretne problemy społeczne, które występują w bliskich im społecznościach. W dziewiątej edycji akcji, w roku 2014, wolontariusze Citi wspólnie ze znajomymi i członkami rodzin zaangażowali się 2486 razy, realizując 187 projektów i pomagając prawie 23 tys. odbiorców. We wszystkich edycjach wolontariusze Citi zrealizowali 1014 projektów.
Kolejnym obszarem działań Fundacji jest organizacja prac wolontariackich pracowników banku na rzecz społeczności lokalnych podczas wyjazdów integracyjnych. W 41 wyjazdach integracyjnych z wolontariatem udział wzięło prawie 4200 wolontariuszy, którzy pomogli już niemal 8700 osobom.
Od 2010 roku prowadzony jest konkurs „Studencki Projekt Społeczny – Zostań Kreatorem Zmian”, skierowany do studentów, którzy mają pomysł na projekt wolontariacki. W dwóch edycjach Fundacja dofinansowała 30 najlepszych projektów, które były realizowane w okresie letnim.
Fundacja wspiera również wolontariuszy finansowo i organizacyjnie podczas akcji „Zostań Asystentem Św. Mikołaja”. W jej ramach wolontariusze z banku realizują zabawy mikołajowe dla dzieci z domów dziecka i świetlic środowiskowych, połączonych z obdarowywaniem ich prezentami, przygotowanymi przez pracowników Banku.
W latach 2006–2014 wolontariusze zrealizowali 1419 projektów, przepracowując łącznie ponad 90 135 godzin i pomagając 181 527 osobom.

## Ochrona dziedzictwa kulturowego
Fundacja Kronenberga przy Citi Handlowy angażuje się również w ochronę dziedzictwa kulturowego, m.in. poprzez przyznawanie Nagrody im. prof. Aleksandra Gieysztora. Nagrodą honorowane są osoby lub instytucje za wybitne osiągnięcia mające na celu ochronę polskiego dziedzictwa kulturowego, a w szczególności za działalność muzealną i konserwatorską oraz pracę na rzecz gromadzenia pamiątek polskiej kultury. Celem przedsięwzięcia jest promocja oraz wsparcie tych, którzy podejmują się działań służących ochronie dorobku polskiej kultury zarówno w Polsce, jak i za granicą.
Wraz z Ministerstwem Kultury i Dziedzictwa Narodowego Fundacja prowadzi program Odzyskiwanie dzieł sztuki, którego celem jest odzyskiwanie dóbr kultury utraconych przez Polskę w czasie i w wyniku II wojny światowej. W ramach programu odzyskano m.in. obraz Anny Bilińskiej–Bohdanowiczowej „Murzynka”, a także zbiór grafik i litografii wybitnych polskich malarzy, takich jak Juliusz Kossak, Aleksander Orłowski, czy Leon Wyczółkowski.
W ramach programu Korzenie Fundacja przypomina osobę i dokonania Leopolda Kronenberga oraz jego dziedziców. W roku 2011 Fundacja rozpoczęła projekt mający na celu odnalezienie i digitalizację dokumentów dotyczących historii Banku Handlowego w Warszawie oraz rodziny Kronenbergów.
Fundacja wielokrotnie angażowała się również w projekty istotne dla polskiej kultury. W roku 1998 zakupiła i przekazała Muzeum Narodowemu w Warszawie kolekcję XIX-wiecznych sreber, eksponowanych obecnie w Gabinecie Sreber im. Leopolda Kronenberga. W latach 2006–2008 współpracowała przy projekcie identyfikacji grobu Mikołaja Kopernika, który zakończył się potwierdzeniem odnalezienia prochów astronoma.